# Paulo Murinello
Paulo Murinello (ur. 4 maja 1974) – portugalski rugbysta grający na pozycji rwacza, reprezentant kraju, uczestnik Pucharu Świata w 2007 roku.
Podczas kariery sportowej związany był z klubami Rugby Club Lisboa i GD Cascais, z którymi występował również w europejskich pucharach.
W reprezentacji Portugalii w latach 1993–2007 rozegrał łącznie 54 spotkania zdobywając 10 punktów. W 2007 roku został powołany na Puchar Świata, na którym wystąpił we wszystkich czterech meczach swojej drużyny.